# 1959年のチベット蜂起
1959年のチベット蜂起（せんきゅうひゃくごじゅうくねんのチベットほうき）が始まったのは、1951年以来中国共産党の支配下にあったチベット自治区の中心都市ラサで、1959年3月10日に反中国・反共産主義の民衆暴動が勃発したときのことであった。
この蜂起の日は、チベットの独立運動団体の多くによって、チベット蜂起記念日（チベット民族蜂起記念日）として祝われている。

## 経過
1950年代後半、ラサではチベットにおける中国のプレゼンスへの反発が高まっていた。1956年には、カムやアムド地方でチベット人による武装反乱が始まり、その結果チベット東部には人民解放軍が増派されることになった。
人民解放軍はチベットの村や僧院に対して制裁攻撃を加えた。人民解放軍の司令官は、反乱するゲリラ部隊を屈服させるため、「ポタラ宮やダライ・ラマ14世を爆撃する」との脅しも行った。
3月1日、ダライ・ラマ14世のもとに、ラサ郊外にある人民解放軍司令部で観劇をしないかという珍しい誘いが届いた。ゲシェ・ラランバの学位をとるために勉強中だったダライ・ラマ14世は、当初その会合を延期したが、最終的には3月10日に日付が設定された。3月9日になると、ダライ・ラマ14世のボディガードの代表のところに、人民解放軍陸軍の将校たちがやってきた。将校たちは、伝統からは外れるがダライ・ラマ14世が観劇の際に従来の武装警備隊を同行させないこと、宮殿から駐屯地に移動する際にも公式な儀式を行わないことを強く要求した。
この招待の言葉はラサにいるチベット人たちにも伝わり、「中国がダライ・ラマ14世の誘拐をたくらんでいるのでは」という彼らの恐怖心に火がついた。3月10日には約30万人のチベット人が、ダライ・ラマ14世が宮殿を出る、もしくは連れ出されることを防ぐため、宮殿を取り囲んだ。人民解放軍と市外のゲリラとの間では前年の12月にも小ぜり合いがあったものの、一般にはこの日の事件がラサ蜂起の始まりとされている。
3月12日になると、ラサの街頭に集まった抗議者たちがチベットの独立を宣言した。ラサの通りにはバリケードが築かれ、人民解放軍およびチベット軍は衝突に備えてラサ内外の拠点を要塞化し始めた。市外の武装反乱軍に対する支持の嘆願も始められ、インドの領事に対しても支援の訴えが行われた。
以後数日間、人民解放軍とチベット軍は拠点を求めて移動を続けたが、その間ずっと人民解放軍の大砲はダライ・ラマ14世の夏期用の離宮であるノルブリンカを射程に収めていた。
3月15日になると、ダライ・ラマ14世のラサ市からの避難準備が始まり、ラサ市からの避難経路を確保するためにチベット軍が派遣された。3月17日には、ダライ・ラマ14世の宮殿の近くに2発の砲弾が着弾し、これが彼の亡命行の引き金を引くことになった。
ノルブリンカやラサの主な僧院に対する砲撃を含むあからさまな衝突は3月19日の夜に始まった。チベット軍は著しく数に劣り武装も貧弱だったため、この戦闘は2日で終了した。

## 余波
チベット亡命政府の推定値によると、1959年の蜂起にともなうさまざまな出来事により約86,000人のチベット人が死亡したとされているが、中国政府はこの主張に異を唱えている。
ノルブリンカは、約800発の砲弾による攻撃を受け、宮殿内にいたかもしくは周囲で野営していた数知れない数のチベット人が殺された。ラサの三大寺院であるサラ寺、ガンデン寺、デプン寺は砲撃によって深刻な損傷を受けた。特に、サラ寺とデプン寺はほとんど修復不可能な損傷を受けている。ラサに残ったダライ・ラマ14世のボディガードたちは、自宅で武器を隠し持っていたチベット人たちと一緒に武装解除され、公開処刑された。何千ものチベットの僧侶も処刑もしくは逮捕され、ラサ市周辺の僧院や寺院は略奪もしくは破壊された。